# EHF Liga prvaka 1996./97.
Ovo je 37. izdanje elitnog europskog klupskog rukometnog natjecanja. Barcelona je obranila naslov. Format je promijenjen. Sad je 16 momčadi raspoređeno u četiri skupine po četiri. Prve dvije momčadi iz svake idu u četvrtzavršnicu.

## Turnir

### Poluzavršnica
- Celje Pivovarna Laško -  Barcelona 24:29, 26:22
- THW Kiel -  Badel 1862 Zagreb 23:23, 23:25

### Završnica
- Barcelona -  Badel 1862 Zagreb 31:22, 30:23

- europski prvak:  Barcelona (treći naslov)

## Vanjske poveznice
- Opširnije